# Fotboll vid olympiska sommarspelen 2024
Fotboll vid olympiska sommarspelen 2024 arrangerades mellan 24 juli och 10 augusti 2024. Lottningen skedde i Paris den 20 mars 2024.
Förutom i arrangörsstaden Paris spelades också matcher i Bordeaux, Décines-Charpieu (nära Lyon), Marseille, Nantes, Nice och Saint-Étienne.
Herrlandslagen var åldersbegränsade och fick bara innehålla spelare under 23 års ålder (födda 1 januari 2001 eller senare) samt maximalt tre äldre spelare. Det fanns inga åldersbegränsningar i damernas turnering. 
Brasilien var de regerande mästarna på herrsidan som också vunnit två gånger i rad, men lyckades inte kvalificera sig. Kanada var de regerande mästarna på damsidan.

## Kvalificering

### Damer
| Turnering                                      | Datum                | Spelplats      | Platser | Kvalificerade        |
| ---------------------------------------------- | -------------------- | -------------- | ------- | -------------------- |
| Värdnation                                     | i.u.                 | i.u.           | 1       | Frankrike            |
| 2022 CONCACAF W Championship                   | 4–18 juli 2022       | Mexiko         | 1       | USA                  |
| Copa América Femenina 2022                     | 8–30 juli 2022       | Colombia       | 2       | Brasilien · Colombia |
| CONCACAF play-off                              | 22–26 september 2023 | Jamaica Kanada | 1       | Kanada               |
| OFC Olympic Qualifying Tournament 2024         | 7–19 februari 2024   | Samoa          | 1       | Nya Zeeland          |
| Uefa Women's Nations League 2023/2024          | 23–28 februari 2024  | Flera          | 2       | Spanien · Tyskland   |
| AFC Women's Olympic Qualifying Tournament 2024 | 24–28 februari 2024  | Flera          | 2       | Australien · Japan   |
| CAF Women's Olympic Qualifying Tournament 2024 | 5–9 april 2024       | Flera          | 2       | Nigeria · Zambia     |

### Herrar
| Turnering                                 | Datum                         | Spelplatser       | Platser | Kvalificerade                 |
| ----------------------------------------- | ----------------------------- | ----------------- | ------- | ----------------------------- |
| Värdnation                                | i.u.                          | i.u.              | 1       | Frankrike                     |
| CONCACAF Under-20 Championship            | 18 juni – 3 juli 2022         | Honduras          | 2       | USA · Dominikanska republiken |
| U21-Europamästerskapet i fotboll 2023     | 21 juni – 8 juli 2023         | Georgien Rumänien | 3       | Spanien · Israel · Ukraina    |
| Afrikanska mästerskapet i fotboll 2023    | 24 juni – 8 juli 2023         | Marocko           | 3       | Marocko · Egypten · Mali      |
| OFC Olympic Qualifying Tournament 2023    | 27 augusti – 9 september 2023 | Nya Zeeland       | 1       | Nya Zeeland                   |
| CONMEBOL Pre-Olympic Tournament 2024      | 20 januari – 11 februari 2024 | Venezuela         | 2       | Paraguay · Argentina          |
| U23-Asiatiska mästerskapet i fotboll 2024 | 15 april – 3 maj 2024         | Qatar             | 3       | Japan · Uzbekistan · Irak     |
| AFC–CAF play-off                          | 9 maj 2024                    | Frankrike         | 1       | Guinea                        |

## Arenor
| Marseille               | Décines-Charpieu                                                      | Paris                                                                 | Bordeaux                  |
| ----------------------- | --------------------------------------------------------------------- | --------------------------------------------------------------------- | ------------------------- |
| Stade Vélodrome         | Parc Olympique Lyonnais                                               | Parc des Princes                                                      | Nouveau Stade de Bordeaux |
| Kapacitet: 67 394       | Kapacitet: 59 186                                                     | Kapacitet: 47 929                                                     | Kapacitet: 42 115         |
|                         |                                                                       |                                                                       |                           |
| Saint-Étienne           | · Marseille Décines-Charpieu Paris Bordeaux Saint-Étienne Nice Nantes | · Marseille Décines-Charpieu Paris Bordeaux Saint-Étienne Nice Nantes | Nice                      |
| Stade Geoffroy-Guichard | · Marseille Décines-Charpieu Paris Bordeaux Saint-Étienne Nice Nantes | · Marseille Décines-Charpieu Paris Bordeaux Saint-Étienne Nice Nantes | Allianz Riviera           |
| Kapacitet: 41 965       | · Marseille Décines-Charpieu Paris Bordeaux Saint-Étienne Nice Nantes | · Marseille Décines-Charpieu Paris Bordeaux Saint-Étienne Nice Nantes | Kapacitet: 36 178         |
|                         | · Marseille Décines-Charpieu Paris Bordeaux Saint-Étienne Nice Nantes | · Marseille Décines-Charpieu Paris Bordeaux Saint-Étienne Nice Nantes |                           |
| Nantes                  | · Marseille Décines-Charpieu Paris Bordeaux Saint-Étienne Nice Nantes | · Marseille Décines-Charpieu Paris Bordeaux Saint-Étienne Nice Nantes |                           |
| Stade de la Beaujoire   | · Marseille Décines-Charpieu Paris Bordeaux Saint-Étienne Nice Nantes | · Marseille Décines-Charpieu Paris Bordeaux Saint-Étienne Nice Nantes |                           |
| Kapacitet: 35 322       | · Marseille Décines-Charpieu Paris Bordeaux Saint-Étienne Nice Nantes | · Marseille Décines-Charpieu Paris Bordeaux Saint-Étienne Nice Nantes |                           |
|                         | · Marseille Décines-Charpieu Paris Bordeaux Saint-Étienne Nice Nantes | · Marseille Décines-Charpieu Paris Bordeaux Saint-Étienne Nice Nantes |                           |

## Medaljsammanfattning
| Fotboll                         | Guld | Silver | Brons |
| Damernas turnering Detaljer...  | USA Korbin Albert Croix Bethune Sam Coffey Tierna Davidson Crystal Dunn Emily Fox Naomi Girma Lindsey Horan Casey Krueger Rose Lavelle Casey Murphy Alyssa Naeher Jenna Nighswonger Trinity Rodman Emily Sams Jaedyn Shaw Sophia Smith Emily Sonnett Mallory Swanson Lynn Williams                                 | Brasilien Adriana Ana Vitória Antônia Angelina Duda Sampaio Gabi Nunes Gabi Portilho Jheniffer Kerolin Lauren Lorena Luciana Ludmila Marta Priscila Rafaelle Souza Tainá Tamires Tarciane Thaís Vitória Yaya Yasmim | Tyskland Nicole Anyomi Ann-Katrin Berger Jule Brand Klara Bühl Sara Doorsoun Vivien Endemann Laura Freigang Merle Frohms Giulia Gwinn Marina Hegering Kathrin Hendrich Sarai Linder Sydney Lohmann Janina Minge Sjoeke Nüsken Alexandra Popp Felicitas Rauch Lea Schüller Bibiane Schulze Elisa Senß                         |
| Herrarnas turnering Detaljer... | Spanien Álex Baena Pablo Barrios Adrián Bernabé Sergio Camello Pau Cubarsí Eric García Joan García Sergio Gómez Miguel Gutiérrez Alejandro Iturbe Diego López Fermín López Juan Miranda Cristhian Mosquera Samu Omorodion Aimar Oroz Jon Pacheco Marc Pubill Abel Ruiz Juanlu Sánchez Arnau Tenas Beñat Turrientes | Frankrike Maghnes Akliouche Loïc Badé Rayan Cherki Joris Chotard Andy Diouf Désiré Doué Arnaud Kalimuendo Manu Koné Alexandre Lacazette Johann Lepenant Bradley Locko Castello Lukeba Soungoutou Magassa Jean-Philippe Mateta Chrislain Matsima Enzo Millot Obed Nkambadio Michael Olise Guillaume Restes Kiliann Sildillia Adrien Truffert | Marocko Ilias Akhomach Eliesse Ben Seghir Benjamin Bouchouari Mehdi Boukamir Oussama El Azzouzi Bilal El Khannouss Zakaria El Ouahdi Abde Ezzalzouli Rachid Ghanimi Achraf Hakimi Yassine Kechta Haytam Manaout El Mehdi Maouhoub Munir Mohamedi Akram Nakach Soufiane Rahimi Amir Richardson Adil Tahif Oussama Targhalline |

Denna tabell: visa • redigera